# Lia Neal
Lia Neal (New York, 13 febbraio 1995) è un'ex nuotatrice statunitense.

## Palmarès
- Giochi olimpici

Londra 2012: bronzo nella 4x100m sl.
Rio de Janeiro 2016: argento nella 4x100m sl.
- Mondiali

Kazan 2015: argento nella 4x100m misti mista e bronzo nella 4x100m sl.
Budapest 2017: oro nella 4x100m sl e nella 4x100m sl mista.
Gwangju 2019: argento nella 4x100m sl.
- Mondiali in vasca corta

Istanbul 2012: oro nella 4x100m sl e bronzo nella 4x100m misti.
Hangzhou 2018: oro nella 4x50m sl, nella 4x100m sl e nella 4x100m misti e argento nella 4x200m sl.
- Giochi panamericani

Lima 2019: oro nella 4x100m sl e nella 4x100m misti.
- Universiadi

Gwangju 2015: oro nella 4x100m sl.
- Mondiali giovanili

Lima 2011: oro nei 100m sl, nella 4x100m sl e nella 4x200m sl, argento nei 50m sl e nella 4x100m misti.

## International Swimming League
| Stagione 2019 | Stagione 2020 |
| ------------- | ------------- |
| NY Breakers   | Cali Condors  |

## tri progetti
- Wikimedia Commons contiene immagini o altri file su Lia Neal